# Discrimination en droit français
Cet article fait état de la discrimination en droit français. 
La discrimination se définit comme étant le traitement inégal et défavorable appliqué à certaines personnes en raison d'un critère prohibé par la loi, par exemple l'origine ethnique, la langue, le nom, le sexe, l'orientation sexuelle, l'identité de genre, l'apparence physique, l'appartenance à un mouvement philosophique, syndical, politique ou religieux, etc.

## Définition légale
Le Code pénal, dans sa section « Des discriminations » du chapitre consacré aux « atteintes à la dignité de la personne », reconnaît et sanctionne plusieurs types de discriminations.
- L'article 225-1 - Modifié par LOI no 2016-1547 du 18 novembre 2016 - art. 86 - définit une liste de critères qui entrent dans la constitution d'une discrimination :

« Constitue une discrimination toute distinction opérée entre les personnes physiques sur le fondement de leur origine, de leur sexe, de leur situation de famille, de leur grossesse, de leur apparence physique, de la particulière vulnérabilité résultant de leur situation économique, apparente ou connue de son auteur, de leur patronyme, de leur lieu de résidence, de leur état de santé, de leur perte d'autonomie, de leur handicap, de leurs caractéristiques génétiques, de leurs mœurs, de leur orientation sexuelle, de leur identité de genre, de leur âge, de leurs opinions politiques, de leurs activités syndicales, de leur capacité à s'exprimer dans une langue autre que le français, de leur appartenance ou de leur non-appartenance, vraie ou supposée, à une ethnie, une Nation, une prétendue race ou une religion déterminée. »

« Constitue également une discrimination toute distinction opérée entre les personnes morales sur le fondement de l'origine, du sexe, de la situation de famille, de la grossesse, de l'apparence physique, de la particulière vulnérabilité résultant de la situation économique, apparente ou connue de son auteur, du patronyme, du lieu de résidence, de l'état de santé, de la perte d'autonomie, du handicap, des caractéristiques génétiques, des mœurs, de l'orientation sexuelle, de l'identité de genre, de l'âge, des opinions politiques, des activités syndicales, de la capacité à s'exprimer dans une langue autre que le français, de l'appartenance ou de la non-appartenance, vraie ou supposée, à une ethnie, une Nation, une prétendue race ou une religion déterminée des membres ou de certains membres de ces personnes morales. »

- L'article 225-1-1 - Créé par LOI no 2012-954 du 6 août 2012 - art. 3 - y ajoute les actes discriminatoires faisant suite à un harcèlement sexuel :

« Constitue une discrimination toute distinction opérée entre les personnes parce qu'elles ont subi ou refusé de subir des faits de harcèlement sexuel tels que définis à l'article 222-33 ou témoigné de tels faits, y compris, dans le cas mentionné au I du même article, si les propos ou comportements n'ont pas été répétés. »

Discrimination avec du bruit (siflage bizutage, etc.) 
- L'article 225-1-2 -  Créé par la Loi no 2017-86 du 27 janvier 2017 - art. 177 y ajoute les actes discriminatoires faisant suite à un bizutage :

« Constitue une discrimination toute distinction opérée entre les personnes parce qu'elles ont subi ou refusé de subir des faits de bizutage définis à l'article 225-16-1 ou témoigné de tels faits. »

- L'article 225-2 - Modifié par LOI no 2012-954 du 6 août 2012 - art. 3 - précise dans quelles situations la discrimination effectuée est répréhensible :

« La discrimination définie aux articles 225-1 et 225-1-1, commise à l'égard d'une personne physique ou morale, est punie de trois ans d'emprisonnement et de 45 000 euros d'amende lorsqu'elle consiste :
1° A refuser la fourniture d'un bien ou d'un service ;
2° A entraver l'exercice normal d'une activité économique quelconque ;
3° A refuser d'embaucher, à sanctionner ou à licencier une personne ;
4° A subordonner la fourniture d'un bien ou d'un service à une condition fondée sur l'un des éléments visés à l'article 225-1 ou prévue à l'article 225-1-1 ;
5° A subordonner une offre d'emploi, une demande de stage ou une période de formation en entreprise à une condition fondée sur l'un des éléments visés à l'article 225-1 ou prévue à l'article 225-1-1 ;
6° A refuser d'accepter une personne à l'un des stages visés par le 2° de l'article L. 412-8 du code de la sécurité sociale.
Lorsque le refus discriminatoire prévu au 1° est commis dans un lieu accueillant du public ou aux fins d'en interdire l'accès, les peines sont portées à cinq ans d'emprisonnement et à 75 000 euros d'amende. »

Cela semble interdire l'utilisation, pour distinguer entre les personnes, des critères cités à l'article 225-1 et ce dans pratiquement toute situation. Les articles suivants nuancent quelque peu cette perception. L'article 225-3 fournit une liste de situations dans lesquelles l'usage d'un critère de la liste de l'article 225-1 est acceptable. Parmi ces situations, on trouve notamment :
« [...] [les] discriminations fondées, en matière d'embauche, sur le sexe, l'âge ou l'apparence physique, lorsqu'un tel motif constitue une exigence professionnelle essentielle et déterminante et pour autant que l'objectif soit légitime et l'exigence proportionnée ».
Le fait de choisir un acteur de cinéma en fonction de son physique n'est pas discriminatoire (l'Othello de Shakespeare est un Maure, et Hamlet un prince danois : une couleur de peau est associée à ces personnages[réf. nécessaire], même si les metteurs en scène peuvent les tirer vers l'universel et choisir un acteur d'une couleur de peau différente). De même, qu'un club de football se fonde sur l'état de santé d'un joueur pour renouveler ou non son contrat n'est pas discriminatoire, parce que le fait d'être en bonne santé est nécessaire pour jouer au football.

## Concurrence biaisée
Les domaines concernés peuvent être infinis : activités sociales (entrée dans un établissement de loisirs, etc.), activités économiques (professions réservées, interdites ou obligatoires), activités politiques (droit de vote ou non), à l'école ou à l'université à l'encontre des étudiants étrangers, etc. Mais, comme le note G. Calvès, la notion de discrimination est principalement liée à des situations de concurrence entre individus. Ces situations occupent d'ailleurs une bonne partie de l'article 225-1 du Code pénal : accès à des biens ou services, à l'exercice d'une activité économique, à l'emploi (ou au maintien dans l'emploi), stage, etc. À partir de ce constat, elle pose que la discrimination frappe un candidat à une ressource. Alors que ce candidat se croyait dans une situation de concurrence juste, donc a égalité de chances pour accéder à la ressource, il est écarté pour un motif illégitime.
La constitution d'une discrimination suppose alors deux éléments :
- un champ de concurrence entre candidats, normé par des critères objectifs ;
- l'utilisation d'un critère étranger à la matière, un critère illégitime, pour différencier les candidats[3].

Le premier élément, qui peut être identifié à une égalité des chances, relève d'un droit (légal ou fondé sur un consensus explicite ou implicite). Le second élément est un fait qui vient contredire l'égalité supposée. Ce fait montre que la concurrence était en fait pipée, puisque la sélection ne s'est pas faite en vertu d'une différence reconnue comme acceptable entre les candidats.

### Champ de concurrence
La discrimination ne peut intervenir que dans un champ de concurrence juste. Cela permet d'exclure a priori certaines situations :
- celles où le champ d'égalité n'est pas constitué : l'Ancien Régime, comme il a été précédemment cité, ne peut pas être conçu comme un régime où prévaut la discrimination (ou bien seulement à titre rétrospectif), puisque l'idée d'égalité n'y est pas assez forte pour constituer un champ de concurrence entre les différents ordres qui restent de droit inégaux.
- celles dans un certain nombre de domaines comme l'amitié, l'amour, etc. qui ne sont pas, par nature, constituables en champ de concurrence. La possibilité de définition de critères objectifs semble étrangère à ces domaines ; les choix qui y interviennent ne peuvent donc relever de la discrimination.

Lorsqu'un champ de concurrence est constituable, sa définition revient à déterminer les candidats admis à concourir et les critères sur lesquels sera fondée leur évaluation. Un exemple typique d'un champ fondé sur le droit est celui des « dignités, places et emplois publics » en France à la suite de l'article VI de la Déclaration des droits de l'homme et du citoyen de 1789 : « La Loi est l’expression de la volonté générale. Tous les Citoyens ont droit de concourir personnellement, ou par leurs Représentants, à sa formation. Elle doit être la même pour tous, soit qu’elle protège, soit qu’elle punisse. Tous les Citoyens étant égaux à ses yeux, sont également admissibles à toutes dignités, places et emplois publics, selon leur capacité, et sans autre distinction que celle de leurs vertus et de leurs talents. »
On y trouve :
- les individus admis à concourir : les citoyens ;
- les critères sur lesquels sera fondée l'évaluation : capacité, vertus, talents.

L'exclusion (de droit) des non-citoyens ne constitue pas une discrimination, dans la mesure où elle est considérée comme légitime. Aujourd'hui, un grand nombre de postes sont réservés en France aux nationaux ou aux ressortissants de l'Union européenne. L'exclusion des étrangers (à la France ou à l'Union) ne constitue pas, au regard de la loi, une discrimination. De même, sélectionner les titulaires des « dignités, places et emplois publics » sur leurs vertus et talents ne constitue pas une discrimination : ces critères sont objectivement adaptés à la situation. Sélectionner ces titulaires sur le critère de la confession religieuse (par exemple) consisterait au contraire à fausser la concurrence en faisant intervenir un critère illégitime.
Il faut noter que les candidats admissibles et les critères objectifs ne sont pas gravés dans le marbre, et par conséquent, ce qui est ou n'est pas une discrimination est amené à évoluer. L'exclusion des étrangers de la fonction publique peut devenir, au regard d'un individu, groupe social, voire de l'ensemble de la société, une discrimination. De même, certains critères considérés par certains comme objectifs peuvent être remis en cause par d'autres comme illégitimes. Ce qui constitue en principe la discrimination est le fait que la concurrence soit biaisée, c'est-à-dire qu'il y ait une égalité des chances affichée, mais démentie dans les faits.

### Critères illégitimes
Un certain nombre de critères peuvent être dits intrinsèques, dans la mesure où l'on considère qu'ils sont constitutifs de la personne et qu'il ne lui est pas possible d'y échapper (origine, sexe, ethnie, race, etc.). D'autres sont extrinsèques (les mœurs ou l'opinion politique, par exemple). D'autres encore sont à cheval sur les deux catégories : il est possible, jusqu'à un certain point, de modifier son apparence physique ; il est possible, dans certains cas, de changer de patronyme, etc.
Les critères possibles pour distinguer des personnes sont évidemment infinis. Chacun de ces critères peut être, selon les cas, objectif ou illégitime. La liste de critères « officiellement prohibés » de l'article 225-1 du Code pénal ne peut donc pas être considérée comme définitive. Elle est d'ailleurs en constante évolution.
- en 2014, le lieu de résidence (en lien avec l'origine sociale)
- en 2016, la situation sociale (en lien avec l'origine sociale) - critère en train d'être ajouté (vote de l'Assemblée nationale le 14 juin 2016).

## Preuve
Lorsqu'un des critères officiellement prohibés est utilisé, le responsable de la sélection doit être à même de montrer que ce critère est objectif dans la matière considérée. L'identification d'une discrimination relève en dernière analyse du contrôle de l'adéquation des moyens aux fins : l'objectif doit être légitime et surtout, l'exigence proportionnée. Il est difficile d'apporter la preuve d'une discrimination, puisque le motif réel du choix (lorsqu'il est discriminatoire) sera en général gardé caché. Face à cette difficulté, divers aménagements de la preuve ont été ajoutés.
Loi no 2001-1066 du 16 novembre 2001 modifie l'article L1134-1 (ancien article L122-45) du Code du travail et aménage la charge de la preuve devant le juge civil et devant le juge administratif (pas devant le juge pénal) :
« En cas de litige relatif à l'application des alinéas précédents, le salarié concerné ou le candidat à un recrutement, à un stage ou à une période de formation en entreprise présente des éléments de fait laissant supposer l'existence d'une discrimination directe ou indirecte. Au vu de ces éléments, il incombe à la partie défenderesse de prouver que sa décision est justifiée par des éléments objectifs étrangers à toute discrimination. Le juge forme sa conviction après avoir ordonné, en cas de besoin, toutes les mesures d'instruction qu'il estime utiles ».
L'employeur doit donc apporter la preuve qu'il ne s'est pas fondé sur un critère illégitime pour fonder sa décision. La preuve de non-discrimination ne peut pas être amenée directement, il lui revient de montrer que le critère illégitime n'a eu aucune influence sur son choix. Cette démonstration est de l'ordre de la reconstruction intellectuelle : elle consiste à neutraliser en pensée le critère illégitime, puis à montrer que le choix entre les candidats reste identique.
D'autre part, la loi no 326-296 du 31 mars 2006 crée l'article 225-3-1 du Code pénal qui reconnaît le testing :
« Les délits prévus par la présente section sont constitués même s'ils sont commis à l'encontre d'une ou plusieurs personnes ayant sollicité l'un des biens, actes, services ou contrats mentionnés à l'article 225-2 dans le but de démontrer l'existence du comportement discriminatoire, dès lors que la preuve de ce comportement est établie ».
L'article 4 de la loi no 2008-496 du 27 mai 2008 portant diverses dispositions d'adaptation au droit communautaire dans le domaine de la lutte contre les discriminations confirme l'aménagement de la charge de la preuve en matière de discrimination : « Toute personne qui s'estime victime d'une discrimination directe ou indirecte présente devant la juridiction compétente les faits qui permettent d'en présumer l'existence. Au vu de ces éléments, il appartient à la partie défenderesse de prouver que la mesure en cause est justifiée par des éléments objectifs étrangers à toute discrimination. Le présent article ne s'applique pas devant les juridictions pénales ».

## Discrimination directe et indirecte
La discrimination peut être directe ou indirecte. Dans le premier cas, la discrimination est patente : elle peut être constatée et dénoncée. Mais à la suite du développement de la lutte contre les discriminations, il existe un certain nombre de pratiques dissimulées. Ces pratiques visent à écarter des candidats de manière indirecte.
La notion de discrimination indirecte a été introduite à la suite des tentatives de rééquilibrage entre les différents groupes de population. La mesure de la représentation des différents groupes dans les différents secteurs d'activité (en particulier aux États-Unis) a permis de détecter des variations à la suite du développement de certaines pratiques apparemment irréprochables, mais qui en fait lésaient un groupe particulier. Le repérage de la discrimination directe relève d'une analyse juridique qui permet de déceler une différence de traitement opposée à l'égalité. Le repérage de la discrimination indirecte relève de l'analyse statistique : elle est repérée par les effets, non par les causes. L'intention de l'auteur de la mesure (apparemment neutre) n'est pas prise en compte, seul compte le résultat.
En France, toute rupture légale dans l'égalité entre les hommes peut être qualifiée (à juste titre ou non) de discrimination.

## Droit supérieur
En Europe, les cas où le droit communautaire s'oppose à une loi nationale sont du même ordre. En effet, le droit communautaire est au-dessus des lois nationales dans la hiérarchie des sources de droit. Il est donc possible de mettre en cause ces lois comme discriminatoires au regard de ce droit.

## Autres normes d'égalité
Toutes les normes d'égalité ne bénéficient pas de la reconnaissance accordée aux Droits de l'homme ou de l'autorité d'une constitution. Dans la lutte politique et sociale, différents groupes cherchent à faire prévaloir leur norme d'égalité. Le concept de discrimination devient alors un outil dans ce but. Cependant, davantage qu'une lutte contre la discrimination, il s'agit alors d'une lutte pour l'égalité. Cette égalité obtenue, la discrimination risque de continuer à exister.

## Naturalisations
Patrick Weil dénombre depuis 1875, date à laquelle la République a été durablement établie en France, quatre catégories de Français qui ont connu des discriminations au niveau de la nationalité : les femmes, les musulmans d'Algérie, les naturalisés et les juifs. Deux de ces discriminations se sont inscrites dans la mémoire collective : celles à l'égard des musulmans d'Algérie et des juifs, alors que les deux autres ont été oubliées.
En 1870, par le décret de Crémieux, les juifs d'Algérie deviennent français. Avec l'établissement du droit du sol, en 1889, les enfants nés en Algérie (de colons) accèdent eux aussi à la nationalité française. Cependant, les musulmans d'Algérie, s'ils sont formellement français, restent des citoyens de catégorie inférieure. Ils sont soumis au Code de l'indigénat, dépendent des tribunaux indigènes ou du Cadi, et doivent passer par une procédure spéciale s'ils veulent être naturalisés Français. Les musulmans d'Algérie n'obtiennent la nationalité française que le 20 septembre 1947. Les musulmans algériens disposent alors de la liberté de circulation vers la Métropole. Après l'indépendance de l'Algérie, les travailleurs algériens disposent, grâce aux accords d'Évian, de droits supérieurs aux autres étrangers. Mais sous la présidence de Valéry Giscard d'Estaing, la crise économique décide le pouvoir à prendre des mesures pour favoriser le retour des immigrés non-européens chez eux, voire l'obtenir de manière forcée. Les mesures frappent en particulier les Algériens, mais se heurtent à la résistance des Églises, associations, syndicats. Le projet de retour forcé finit par être abandonné et les résidents étrangers voient la stabilité de leur séjour garantie, quelle que soit leur nationalité. Pour les juifs, considérant que le décret Crémieux est discriminatoire, le régime de Vichy annule cette disposition ce qui revient à une politique de dénaturalisation.
À partir de 1803, les femmes perdent leur nationalité si elles épousent un étranger. Il faut attendre 1927 pour qu'intervienne une modification de la loi. En 1927, la durée du séjour pour être naturalisé passe de dix ans à trois ans. Mais les naturalisés sont soumis à des incapacités électives et professionnelles jusqu'à 1984. En particulier, ils ne peuvent prétendre à des mandats électifs (politiques aussi bien que professionnels). En 1934 s'ajoutent les incapacités (pour dix ans après la naturalisation) d'être nommé fonctionnaire, inscrit à un barreau ou un office ministériel.

## Tentatives de ré-affiliation
Patrick Weil mentionne deux types de dispositions exceptionnelles destinées à effacer les traces des discriminations passées pour assurer la cohésion nationale : le bannissement et la célébration.
Relèvent du bannissement toutes les mesures d'interdiction absolues qui ont pour but de désigner la discrimination comme inacceptable, d'assurer la paix civile et sociale. Par exemple, le décret d'abolition de l'esclavage (en 1848) punit tout Français qui se livrerait à l'esclavage ou au trafic d'êtres humains d'une perte de sa nationalité. Il faut comprendre de la même manière la loi Gayssot de 1990 qui sanctionne la négation d'un crime contre l'humanité perpétré pendant la Seconde Guerre mondiale.
La célébration, d'autre part, vise à renforcer la cohésion nationale en affirmant que chaque groupe a sa place dans la nation. C'est le cas de la fête du 8 mai, instituée en réponse au négationnisme, ou de la célébration de l'abolition de l'esclavage (loi Taubira).

## Lutte contre la discrimination en France
Identifier une situation comme discrimination revient à la qualifier négativement, donc à concevoir qu'elle n'est pas légitime. Cette identification a donc pour corollaire la formation du projet de lutte contre les discriminations. Souvent, mais pas toujours, les discriminations légales s'inscrivent dans la mémoire collective et provoquent un sentiment de désaffiliation et de non-reconnaissance. La nation peut mettre en place des symboles pour tenter d'en atténuer les conséquences. Mais les symboles ne suffisent pas à établir une égalité de fait. La lutte contre les discriminations peut (une fois l'égalité formelle garantie) utiliser le moyen juridique, en punissant les discriminations. Elle peut également passer par des politiques sociales, culturelles, économiques. Mais le moyen le plus original et souvent discuté pour lutter contre les discriminations reste la « discrimination positive ».
Le droit français punit pénalement les discriminations. La lutte contre les discriminations y prend le plus souvent la forme du projet d'intégration. La discrimination positive s'y développe depuis quelques années, parfois de manière spectaculaire comme avec la loi sur la parité en politique, mais l'idée s'est longtemps heurtée à celle de l'égalité républicaine.
En France, les propos discriminatoires constituent des délits et sont punis par la loi (loi no 2004-1486 du 30 décembre 2004). Cela n'est pas forcément le cas dans certains autres pays où les propos (mais non les actes) discriminatoires peuvent être légaux, soit parce qu'ils sont la norme locale, soit au nom de la liberté d'expression.

## Le Défenseur des droits
Le Défenseur des droits est une autorité constitutionnelle indépendante créée par la révision constitutionnelle du 23 juillet 2008 et instituée par la loi organique du 29 mars 2011. Elle a succédé au Médiateur de la République, à la Commission nationale de déontologie de la sécurité (CNDS), au Défenseur des enfants et à la Haute Autorité de lutte contre les discriminations et pour l'égalité (Halde).
L’article 71-1 de la Constitution prévoit que « le Défenseur des droits veille au respect des droits et libertés par les administrations de l’État, les collectivités territoriales, les établissements publics, ainsi que par tout organisme investi d’une mission de service public ». Plus précisément, « le Défenseur des droits est chargé de lutter contre les discriminations directes et indirectes prohibées par la loi ou un engagement international, mais aussi de la défense des droits de l’enfant et de la défense des droits et libertés dans le cadre des relations avec les administrations de l’État, les collectivités territoriales, les établissements publics et les organismes investis d’une mission de service public ».
En 2010, les quatre autorités auxquelles le Défenseur des droits a succédé avaient reçu 3 055 réclamations concernant des discriminations ; le Défenseur des droits en recevait 3 673 en 2013, 4 535 en 2014, et 4 846 en 2015. Le Défenseur des droits publie tous les ans des rapports, avis au parlement, décisions, propositions de réforme et comptes-rendus de règlements amiables concernant divers types de discriminations.
Baromètre de la perception des discriminations dans l’emploi : la 11e publication en septembre 2018 évalue à qu'une personne active sur 4 est stigmatisée.

## Droit du travail
En France, l'employeur ne doit, à aucun moment, prendre des décisions fondées sur des critères de discrimination. La loi du 27 mai 2008 a transposé en droit français les définitions de quatre directives communautaires prohibant les discriminations dans l'entreprise.
Les titulaires d'un contrat de travail et les candidats à un emploi, à un stage ou à une période de formation sont protégés de toute discrimination directe ou indirecte :
- constitue une discrimination directe toute « situation dans laquelle, sur le fondement de son appartenance ou de sa non-appartenance, vraie ou supposée, à une ethnie ou une race, sa religion, ses convictions, son âge, son handicap, son orientation sexuelle ou son sexe, une personne est traitée de manière moins favorable qu’une autre ne l’est, ne l’a été ou ne l’aura été dans une situation comparable » ;
- constitue une discrimination indirecte « une disposition, un critère ou une pratique neutre en apparence, mais susceptible d’entraîner […] un désavantage particulier pour des personnes par rapport à d’autres personnes, à moins que cette disposition, ce critère ou cette pratique ne soit objectivement justifiée par un but légitime et que les moyens pour réaliser ce but ne soient nécessaires et appropriés ».

Toute disposition ou tout acte pris à l'égard d'un salarié en méconnaissance de ces dispositions est réputé nul.
Par exemple : l'employeur doit prendre une décision objective et pertinente en matière de rémunération, de mesures d'intéressement, de la distribution d'actions, de formation, de reclassement, d'affectation, de qualification, de classification, de promotion professionnelle, de mutation, de renouvellement de contrat, de sanction, de licenciement ; le code du travail pose clairement l'égalité professionnelle entre les femmes et les hommes ; l'employeur doit respecter le principe « à travail de valeur égale, salaire égal » (Michel Miné, Droit des discriminations dans l'emploi et le travail, 2016, Éditions Larcier).
Selon une étude d'Opcalia de 2013, il y aurait une corrélation entre la taille de l'entreprise et les discriminations, à savoir que les discriminations augmentent avec la taille de l'entreprise, les PME étant plus favorables à l'expression de la « diversité ». Cela dit, il faut un peu moduler ce constat, car dans les petites structures, les incidents liés à des actes de discrimination sont parfois moins notifiés que dans les grandes.
La loi du 18 novembre 2016 « de modernisation de la justice du XXIe siècle » crée l’action de groupe en matière de discrimination, notamment dans l'emploi et le travail ; cependant, ces dispositions légales sont minimalistes (obligation de passer par un syndicat ou par une association ; réparation des seuls préjudices causés par des discriminations commises après la promulgation de la loi , etc.) (Michel Miné, Droit des discriminations dans l'emploi et le travail, 2016, Éditions Larcier).